# 基奧恩山
基奧恩山（英語：Mount Keohane），是南極洲的山峰，位於維多利亞地，海拔高度1,250米，在1997年由美國南極名稱諮詢委員命名，現時由南極條約體系管理。